# Alexandra Fonseca
Alexandra Fonseca da Silva  (* 7. Oktober 1970 in Rio de Janeiro) ist eine ehemalige brasilianische Beachvolleyballspielerin.

## Karriere
Waren die ersten drei Turniere der aus Rio de Janeiro stammenden Sportlerin in den Jahren 1998 und 99 noch von überschaubaren Ergebnissen geprägt, so änderte sich dies in der folgenden Saison. Jeweils zwei neunte Plätze mit verschiedenen Partnerinnen standen zu Buche. Nach einem Jahr Pause trat Fonseca wie schon 1999 mit Mônica Rodrigues an. Zwei Halbfinalteilnahmen in Gstaad und Madrid, drei fünfte Plätze auf Rhodos, Mallorca und in Vitória sowie drei weitere Top-Ten-Platzierungen waren das Ergebnis dieser Zusammenarbeit.
Das folgende Spieljahr an der Seite von Tatiana Minello brachte eine Halbfinalteilnahme in Osaka ein, ebenso fünfte Ränge bei den Schweizer Open in Gstaad und beim Grand Slam in Berlin sowie vier weitere Top-Ten-Platzierungen bei drei Open Events und dem Grand Slam in Klagenfurt.
Bei der Weltmeisterschaft in Rio de Janeiro im gleichen Jahr erreichten die beiden Brasilianerinnen nach einem dritten Platz in der Gruppenphase die erste Hauptrunde, unterlagen allerdings anschließend ihren Landsfrauen Shaylyn Bede und Renata Ribeiro und belegten den geteilten siebzehnten Platz. Im folgenden Jahr spielten die beiden in Rio de Janeiro gebürtigen Sportlerinnen Alexandra und Mônica wieder gemeinsam als Beachduo und erreichten zunächst einen neunten Rang beim Gram Slam von Marseille. Nach einem fünften Platz bei den brasilianischen Open in ihrem Geburtsort beendeten die beiden Südamerikanerinnen ihre Zusammenarbeit. In der folgenden Saison belegte  Alexandra Fonseca zum Abschluss ihrer Karriere mit Ana Paula Connelly den siebten Platz bei den Portugal Open in Espinho.